# Daniel Veyt
Daniel Veyt (Baasrode, 9 dicembre 1956) è un ex calciatore belga, di ruolo attaccante.

## Carriera
Fece parte della rappresentativa che ottenne il 4º posto al Campionato mondiale di calcio 1986 e, a livello di club, ha giocato in varie squadre, tra cui KSV Warengem ed RFC Liegi.